# Нафта асфальтової основи
Нафта асфальтової основи (рос. нефть асфальтового основания; англ. asphalt base petroleum; нім. Erdöl n der Asphaltbasis) – нафта, що майже не містить парафіну; у ній переважають вуглеводні асфальтового ряду.